# Ким Мун Хван
Ким Мун Хван (кор. 김문환; 1 августа 1995, Хвасон, Кёнгидо, Республика Корея) — южнокорейский футболист, правый защитник клуба «Чонбук Хёндэ Моторс» и сборной Республики Корея.

## Карьера

### Клубная карьера
Ким играл в футбол за команду Университета Чунан в южнокорейской студенческой лиге.
3 января 2017 года Ким подписал контракт с клубом Кей-лиги Челлендж «Пусан Ай Парк». Его профессиональный дебют состоялся 4 марта в матче стартового тура сезона 2017 против «Соннама». 29 апреля в матче против «Аняна» он забил свой первый гол в профессиональной карьере. Дважды подряд, по итогам сезонов 2018 и 2019, Ким включался в символическую сборную Кей-лиги 2. Помог «Пусан Ай Парк» пробиться в Кей-лигу 1, где дебютировал 10 мая 2020 года в матче первого тура сезона против «Пхохан Стилерс». 21 июня в матче против «Инчхон Юнайтед» забил свой первый гол в высшей лиге.
11 января 2021 года Ким подписал контракт с американским клубом «Лос-Анджелес» из MLS. За ЛАФК дебютировал 8 мая в лос-анджелесском дерби против «Гэлакси». 26 июня в матче против «Спортинга Канзас-Сити» забил свой первый гол в MLS. Ким включался в символическую сборную недели в MLS на 13-й и 33-й неделях сезона 2021.
18 марта 2022 года Ким вернулся играть на родину, перейдя в клуб Кей-лиги 1 «Чонбук Хёндэ Моторс». Дебютировал за «Чонбук Хёндэ Моторс» 2 апреля в матче против «Канвона». 22 июня в матче против «Сувон Самсунг Блюуингз» забил свой первый гол за «Чонбук Хёндэ Моторс».

### Международная карьера
В 2018 году Ким в составе сборной Республики Корея до 23 лет принимал участие в чемпионате АФК до 23 лет и Азиатских играх. Золотая медаль Азиады освободила его от военной службы по призыву.
За основную сборную Республики Корея Ким дебютировал 7 сентября 2018 года в товарищеском матче со сборной Коста-Рики, выйдя на замену в концовке вместо Ли Ёна. Был включён в состав сборной на Кубок Азии 2019. Сыграл на турнире в одном матче, впервые выйдя в стартовом составе южнокорейской сборной в третьей игре группового этапа против сборной Китая.
Был включён в состав сборной на чемпионат мира 2022.

### Личная жизнь
После победы на Азиатских играх Ким оплатил операции по коррекции зрения для двух студентов колледжей Пусана, он сам страдал от плохого зрения со средней школы.

## Достижения
Командные
 «Чонбук Хёндэ Моторс»
- Обладатель Кубка Республики Корея: 2022

 сборная Республики Корея до 23 лет
- Чемпион Азиатских игр: 2018

Индивидуальные
- Член символической сборной Кей-лиги 2: 2018, 2019

## Статистика выступлений

### Клубная статистика
| Выступление         | Выступление      | Выступление      | Лига | Лига | Кубок | Кубок | Континент | Континент | Прочие | Прочие | Итого | Итого |
| Клуб                | Лига             | Сезон            | Игры | Голы | Игры  | Голы  | Игры      | Голы      | Игры   | Голы   | Игры  | Голы  |
| ------------------- | ---------------- | ---------------- | ---- | ---- | ----- | ----- | --------- | --------- | ------ | ------ | ----- | ----- |
| Пусан Ай Парк       | Кей-лига 2       | 2017             | 29   | 4    | 7     | 0     | —         | —         | 3      | 0      | 39    | 4     |
| Пусан Ай Парк       | Кей-лига 2       | 2018             | 23   | 3    | 1     | 1     | —         | —         | 3      | 0      | 27    | 4     |
| Пусан Ай Парк       | Кей-лига 2       | 2019             | 26   | 0    | 0     | 0     | —         | —         | 3      | 0      | 29    | 0     |
| Пусан Ай Парк       | Кей-лига 1       | 2020             | 24   | 1    | 1     | 0     | —         | —         | —      | —      | 25    | 1     |
| Пусан Ай Парк       | Итого            | Итого            | 102  | 8    | 9     | 1     | —         | —         | 9      | 0      | 120   | 9     |
| Лос-Анджелес        | MLS              | 2021             | 27   | 1    | —     | —     | —         | —         | —      | —      | 27    | 1     |
| Лос-Анджелес        | MLS              | 2022             | 1    | 0    | —     | —     | —         | —         | —      | —      | 1     | 0     |
| Лос-Анджелес        | Итого            | Итого            | 28   | 1    | —     | —     | —         | —         | —      | —      | 28    | 1     |
| Чонбук Хёндэ Моторс | Кей-лига 1       | 2022             | 28   | 1    | 5     | 0     | 6         | 0         | —      | —      | 39    | 1     |
| Всего за карьеру    | Всего за карьеру | Всего за карьеру | 158  | 10   | 14    | 1     | 6         | 0         | 9      | 0      | 187   | 11    |

Источники: Transfermarkt Архивная копия от 24 ноября 2021 на Wayback Machine, Soccerway Архивная копия от 12 ноября 2021 на Wayback Machine, Footballdatabase.eu Архивная копия от 24 ноября 2021 на Wayback Machine, worldfootball.net Архивная копия от 24 ноября 2021 на Wayback Machine.

### Международная статистика
| Команда          | Год   | Игры | Голы |
| ---------------- | ----- | ---- | ---- |
| Республика Корея |       |      |      |
| 2018             | 4     | 0    |      |
| 2019             | 7     | 0    |      |
| 2021             | 3     | 0    |      |
| 2022             | 8     | 0    |      |
| Всего            | Всего | 22   | 0    |

Источник: National Football Teams Архивная копия от 29 ноября 2021 на Wayback Machine.